# Estadio municipal de Badalona
El Estadi Municipal de Badalona es un estadio de fútbol con capacidad para 4.170 espectadores (ampliable hasta 12.000) que se encuentra entre los barrios de Montigalà y Bufalà, en la ciudad de Badalona. 
Juegan sus partidos como locales del Club de Fútbol Badalona de la Segunda Federación, el juvenil del CF Badalona que juega en la División de Honor, el FC Badalona Women de Liga F, el CE Seagull de la Tercera RFEF femenina y los Barcelona Dragons (fútbol americano) de la European League of Football. También juegan sus partidos más importantes los Badalona Dracs de LNFA.
Las obras de construcción del campo tuvieron una duración de 19 meses, y supusieron una inversión de 7,18 millones de euros. Las instalaciones fueron inauguradas el 25 de enero de 2017 por la regidora de Deportes del Ayuntamiento de Badalona, María Gallardo, y el presidente del CF Badalona, Miguel Ángel Sánchez. El primer partido se disputó el 29 de enero y enfrentó al CF Badalona con el RCD Espanyol B, en partido correspondiente a la Segunda División B.
El Estadi Municipal tiene un aforo de 4170 personas, aunque está diseñado de manera que su aforo puede ser ampliado fácilmente hasta los 12.000 espectadores. Dispone de césped artificial de última generación y unas dimensiones del campo de juego de 105 x 68 metros. Dispone de tres accesos: el acceso general principal está en la Avinguda dels Vents número 7, donde están las taquillas de la venta de entradas y los tornos de control de acceso; acceso a la zona de gradas, que se encuentra también en la Avinguda dels Vents; y los accesos a la zona de tribuna y a los 5 palcos VIP, que se realiza por Travessera de Montigalà.

## Eventos de interés
- Copa del Rey 2019-20: 1ª ronda contra Real Oviedo (3-1), 2ª ronda contra Getafe CF (1-0) y dieciseisavos de final contra el Granada CF (1-3) en la prórroga.
- Play-Off de Ascenso a Segunda B 2019-20 (final four) con CE L'Hospitalet, UE Sant Andreu, CE Europa y Terrassa FC. Ascendió el CE L'Hospitalet.
- Final de la Copa Catalunya 2022-23 entre FC Andorra y CF Badalona (1-0). Campeón el FC Andorra.
- EFL 2024 jugando los Barcelona Dragons sus partidos como locales.